# Georg Kreckwitz
Georg Kreckwitz 17. századi erdélyi szász történetíró.
Életéről nincsenek adatok.

## Művei
- Totius Regni Hungariae superioris & inferioris accurata Descriptio. Das ist Richtige Beschreibung Desz gantzen Königreichs Hungarn, So wol was dasObere als Untere oder Niedere anbelanget, Dabey dann die Beschaffenheit desselben, Städte, Vestungen, Schlösser, Städtlein, Marcktflecken und angrentzende Oerter. Sambt allem dem jenigen was am Donau-Strom lieget und befindlich ist. Auf das deutlichste und ausführlichste, so wol derselben Ursprung, Lager, Fruchtbarkeit, als Herrschaft und Ornung betreffende. Sambt einer accuraten Land-Charten, und denen vornehmsten Städten in Kupffer vorgestellet wird, Von Georg Kreckwitz, aus Siebenbürgen. Franckfurt und Nürnberg, 1685 (2. kiadás. Uo. 1686. 66 képpel és egy térképpel)
- Totivs Principatus Transylvaniae Accurata Descriptio. Das ist: Ausführliche Beschreibung des gantzen Fürstenthumbs Siebenbürgen, Seinen Ursprung, Aufnahm und Wachsthumb, Abtheilung, Flüsse, Berge, Fruchtbarkeit, Einwohner, Religion, Reigerungs-Form, Städte, Schlösser, Festungen und Kriegs-Handlungen bisz auf diese Zeit betreffend. Alles aus den bewährtesten Scribenten Zusamm gesuchet, und mit den neuesten Vorfällen und accuratesten Kupfern so wol der Regenten als der vornehmsten Städte, wie auch einer Land-Carten versehen. Uo. 1688 (egy térképpel, 8 erdélyi fejedelem és 8 város képével)